# Султан-Салы

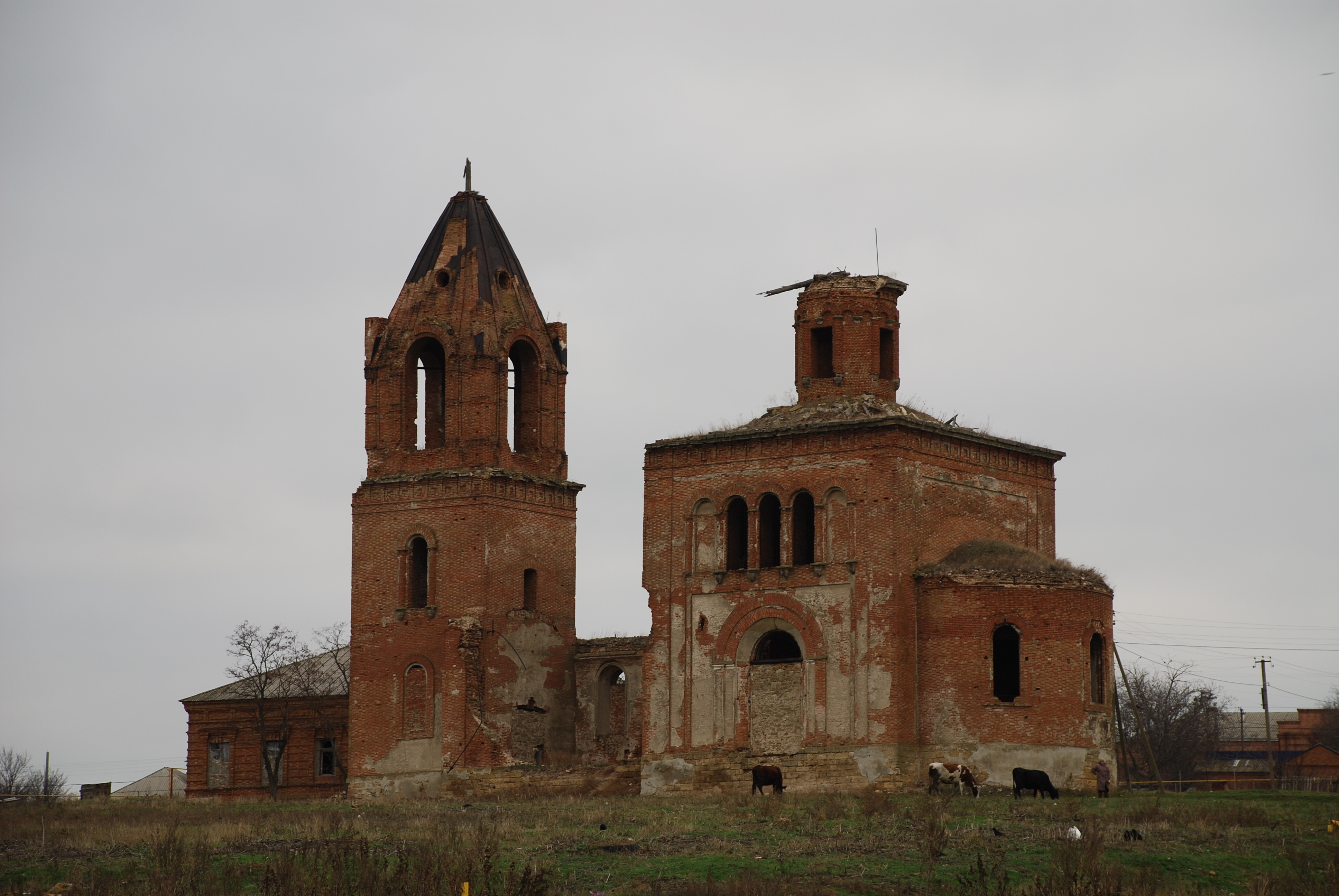
Разрушенная Армянская церковь

Султан-Салы (арм. Փոքր Սալա) — село в Мясниковском районе Ростовской области.
Входит в Краснокрымское сельское поселение.

## География
Село расположено на реке Хавалы (бассейн Мёртвого Донца, одного из рукавов дельты Дона).

### Улицы
- ул. Мясникяна,
- ул. Налбандяна,
- ул. Первомайская,
- ул. Пролетарская,
- ул. Ростовская,
- ул. Селиверстова,
- ул. Суворова,
- пер. Октябрьский.

## История
Султан-Салы были основаны в 1779 году армянами, переселившимися сюда из Крыма по указу Екатерины II. Основатели Султан-Салов переселились из одноимённого села, которое нынче называется Южное.

## Население
| 2010 |
| ---- |
| 678  |

### Известные люди
- В селе похоронен Селиверстов, Кузьма Егорович — Герой Советского Союза.
- Здесь проживал армянский мыслитель Вартанян Владимир Вараздатович.

## Достопримечательности
- Церковь Сурб Геворг. Построена в XIX веке, разрушена во время боев Великой Отечественной войны.